# Frank Verleyen
Frank Verleyen (nascido em 26 de fevereiro de 1963) é um ex-ciclista de estrada belga. Representou seu país, Bélgica, na prova de estrada individual nos Jogos Olímpicos de Verão de 1984, embora ele não conseguiu completar a corrida.